# Boys (canção de The Shirelles)
Boys é uma canção escrita por Luther Dixon e Wes Farrell, originalmente gravada pelas The Shirelles e lançada como lado B de um single delas junto a canção "Will You Love Me Tomorrow" em novembro de 1960. A canção seria regravada pelos Beatles em seu álbum de estreia, Please Please Me, de 1963.

## Versão dos Beatles
Os Beatles gravaram a canção "Boys" no primeiro álbum da banda lançado no Reino Unido, Please Please Me. A canção foi gravada no  Abbey Road Studios em 11 de fevereiro de 1963 em um único take, e foi a primeira gravação de Ringo Starr fazendo o vocal principal. Esta versão tem muitas semelhanças com o hit "What'd I Say" de Ray Charles, particularmente durante os versos do refrão. 11 de fevereiro foi um dia de maratona para os Beatles, porque eles gravaram 10 das 14 faixas de que precisavam para Please Please Me. Os Beatles incluíram duas canções no álbum que já haviam sido gravadas pelas the Shirelles, além de "Boys" a canção "Baby It's You também fez parte do álbum."
Em uma entrevista para a revista Rolling Stone em outubro de 2005, Paul McCartney disse: "'Boys' era uma das favoritas da multidão e era ótimo, embora se você pensar sobre isso, éramos nós cantando uma canção e realmente esta era uma canção de garotas. Mas nós não ligávamos. É uma grande canção. Eu acho que isto é uma coisa ótima sobre a juventude: você não dá a mínima. Eu amo a inocência daqueles anos".
"Boys" sempre foi um número do baterista dos Beatles mesmo no tempo do Cavern Club, quando o baterista era Pete Best. Coincidentemente, Ringo Starr também tocava a canção quando fazia parte do Rory Storm and the Hurricanes.

## Créditos
- Ringo Starr – bateria, vocal principal
- John Lennon – guitarra rítmica, harmonização vocal
- Paul McCartney – baixo, harmonização vocal
- George Harrison – guitarra solo, harmonização vocal